# Mamady Doumbouya

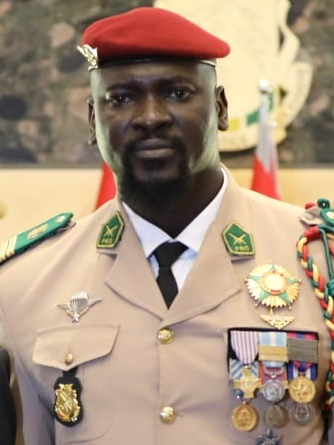
Mamady Doumbouya (2022)

Mamady Doumbouya (auch Mamadi Doumbouya) (* 1980) ist ein guineischer Soldat im Rang eines Colonel. Er ist der Anführer der Putschisten, die am 5. September 2021 den guineischen Staatspräsidenten Alpha Condé festnahmen. Doumbouya ist seit 1. Oktober 2021 Übergangspräsident von Guinea.

## Leben
Doumbouya entstammt der Volksgruppe der Malinke in Kankan. Er durchlief Ausbildungen an Militärschulen in Israel, Senegal, Gabun und Frankreich. Doumbouya erlangte im Fach défense et dynamiques industrielles (im Mittelpunkt des Studiengangs steht die Handlungsweise der Verteidigungsindustrie und privatwirtschaftlicher Sicherheitsunternehmen) einen Hochschulabschluss an der Universität Panthéon-Assas in Paris. Er war Soldat in der französischen Fremdenlegion, wirkte unter anderem an Militäreinsätzen in Afghanistan, an der Elfenbeinküste, in Dschibuti und in der Zentralafrikanischen Republik mit und war im Rahmen von Personenschutzeinsätzen in Israel, auf Zypern, im Vereinigten Königreich und in Guinea tätig.
2011 ging er nach Guinea zurück, war zunächst nahe Conakry, dann in Kindia als Militärausbilder tätig. 2018 wurde Doumbouya Befehlshaber einer Sondereinheit der guineischen Streitkräfte, die mit der Bekämpfung von Terrorismus betraut ist. Unter der Leitung Doumbouyas nahm die Einheit am 5. September 2021 Guineas Staatspräsident Alpha Condé fest. Doumbouya, der der Staatsführung Misswirtschaft vorwarf, gab bekannt, die Verfassung außer Kraft gesetzt sowie die Regierung und die staatlichen Institutionen aufgelöst zu haben. Er verkündete die Schließung der Landesgrenzen sowie die Einrichtung eines „Nationalen Vereinigungs- und Entwicklungsrates“. Am 1. Oktober 2021 leistete Doumbouya den Amtseid als Übergangspräsident auf unbestimmte Zeit. Der Vorsitzende des obersten Gericht des Landes nahm den Eid ab. Doumbouya sagte zu, dass sich weder er noch ein anderes Mitglied der Übergangsstaatsführung bei der Wahl in Folge der Übergangszeit um ein Amt bewerben werden.

## Privates
Doumbouya ist mit einer Französin verheiratet und Vater von drei Kindern.